# Сіхуела
Сіхуела (ісп. Cijuela) — муніципалітет в Іспанії, у складі автономної спільноти Андалусія, у провінції Гранада. Населення — 2993 особи (2010).
Муніципалітет розташований на відстані близько 360 км на південь від Мадрида, 19 км на захід від Гранади.

## Демографія
Динаміка населення (INE ):

## Галерея зображень

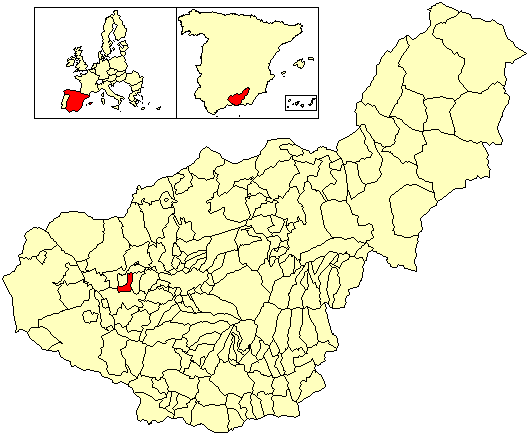
Розташування муніципалітету Сіхуела у провінції Гранада